# Mörttjärnarna (Arvidsjaurs socken, Lappland, 729945-164249)
Mörttjärnarna är en sjö i Arvidsjaurs kommun i Lappland och ingår i Byskeälvens huvudavrinningsområde.